# Lorraine Toussaint
Lorraine Toussaint, född 4 april 1960 i Trinidad och Tobago, är en trinidadisk-amerikansk skådespelare.
Toussaint har bland annat spelat rollen som Yvonne "Vee" Parker i TV-serien Orange Is the New Black och haft roller i Ava DuVernays filmer Middle of Nowhere (2012) och Selma (2014).

## Filmografi i urval
- 1989 – Den stora stöten
- 1990–2003 – I lagens namn (TV-serie) (sju avsnitt)
- 1991 – Höken är lös
- 1993 – Kodnamn: Nina
- 1993 – Queen
- 1993 – Mammas pojkar
- 1993 – Jag lämnar dig aldrig
- 1994 – Historien om Jenny
- 1995 – Farliga sinnen
- 1996 – Mitt liv, mitt val (TV-film)
- 1998–2002 – Any Day Now (TV-serie) (88 avsnitt)
- 2002–2003 – Jordan, rättsläkare (TV-serie) (tolv avsnitt)
- 2007 – Ugly Betty (TV-serie) (sju avsnitt)
- 2007–2010 – Saving Grace (TV-serie) (43 avsnitt)
- 2009–2011 – Friday Night Lights (TV-serie) (sex avsnitt)
- 2009 – Solisten
- 2012 – Middle of Nowhere
- 2014 – Orange Is the New Black (TV-serie) (tolv avsnitt)
- 2014 – Selma
- 2014 – Forever (TV-serie)
- 2019 – Scary Stories to Tell in the Dark